# محسن امیریوسفی
محسن امیریوسفی (۵ اسفند ۱۳۵۰ در آبادان) تهیه‌کننده، نویسنده و کارگردان سینمای ایران است. او رئیس کانون کارگردانان سینمای ایران است.

## زندگی
امیریوسفی با آغازِ جنگِ ایران و عراق به زادگاه پدری خود یعنی خمینی‌شهر بازگشت. او در رشته ریاضی و از دانشگاه اصفهان فارغ‌التحصیل شد٫. از فعالیت‌های وی می‌توان به نمایشنامه‌نویسی، عکاسی، ساخت تیزرهای تبلیغاتی، ساخت فیلم‌های کوتاه و مستند اشاره کرد.
امیریوسفی در مقام کارگردان، سه فیلم به نام‌های خواب تلخ (۱۳۸۲)، آتشکار (۱۳۸۶)، و آشغال‌های دوست‌داشتنی (۱۳۹۱) را در کارنامه دارد. او در نخستین فیلم خود که خواب تلخ نام داشت برنده چندین جایزه مختلف از جشنواره‌های خارجی شد. فیلم آتشکار او پس از مدتی توقیف در جشنواره بین‌المللی فجر سال ۱۳۸۸ به نمایش درآمد و در سال ۱۳۸۹ با شرط سنی بالای ۱۶ سال اکران عمومی شد. آتشکار توانست در سال ۲۰۰۹ در جشنواره بین‌المللی فیلم مونترآل برندهٔ جایزهٔ نوآوری در سینما شود. او تهیه‌کنندهٔ دو فیلم آشغال‌های دوست‌داشتنی و آتشکار نیز هست.
محسن امیریوسفی در سال ۱۳۹۸ در بیست و یکمین جشن سینمای ایران برندهٔ تندیس بهترین فیلمنامه برای فیلم سینمایی آشغال‌های دوست‌داشتنی شد.

## فیلم‌شناسی
| سال  | نام فیلم                     | تهیه‌کننده                  | کارگردان        | نویسنده        |
| ---- | ---------------------------- | -------------------------- | --------------- | -------------- |
| ۱۴۰۱ | قیف                          | سعید ملکان                 | آری             | آری            |
| ۱۳۹۲ | فیلم مستند کهریزک، چهار نگاه | آری به همراه پیروز کلانتری | آری(اپیزود اول) | آری اپیزود اول |
| ۱۳۹۱ | آشغال‌های دوست‌داشتنی          | آری                        | آری             | آری            |
| ۱۳۸۶ | آتشکار                       | آری                        | آری             | آری            |
| ۱۳۸۲ | خواب تلخ                     | روح‌الله برادری             | آری             | آری            |

## دیدگاه‌ها
امیریوسفی از جمله ۱۴۰ هنرمند ایرانی بود که با امضاء طوماری در ۲۲ خرداد ۱۳۹۲ همراه با سایر اصلاح‌طلبان و اعتدالگرایان، ضمن قدردانی انصراف عارف به نفع روحانی، از نامزدی حسن روحانی در انتخابات ریاست جمهوری ۱۳۹۲ حمایت علنی کرد.
هم چنین مانی حقیقی در افتتاحیه سی‌ودومین جشنواره فیلم فجر از محسن امیریوسفی حمایت کرد و از وزیر ارشاد و مدیران جشنواره خواستار رفتار مهربانانه‌تری با محسن امیریوسفی شد.
امیریوسفی در گفتگو با یورونیوز فارسی در اسفند ۱۳۹۷ با اشاره به توقیف شش ساله فیلم آشغال‌های دوست‌داشتنی، توقیف فیلم را جنایت فرهنگی خواند و مدعی شد که آن دسته از تصمیم‌گیران فرهنگی که باعث توقیف فیلم‌ها می‌شوند،در آینده باید در دادگاه، پاسخگوی اعمال خود باشند.
در ۲۰ مهر ۱۴۰۱ اعلام شد محسن امیریوسفی که به عنوان رئیس کانون کارگردانان سینمای ایران، به دفاع صنفی از سه کارگردان زندانی عضو کانون کارگردانان، جعفر پناهی، محمد رسول‌اف، و مصطفی آل‌احمد پرداخته با حکم دادگاه انقلاب و به اتهام امضای بیانیه «تفنگت را زمین بگذار» به دو سال حبس تعزیری و چهار سال ممنوعیت از فعالیت صنفی و پرداخت ۱۵۰ میلیون ریال جریمه نقدی محکوم شده بود. محکوم شده است. این حکم سخت‌ترین حکم قضایی است که تاکنون برای یک فعال صنفی سینما صادر شده‌است.

## احضار به دادسرای امنیت اوین
در ۶ خرداد ۱۴۰۲ پس از آن که محسن امیریوسفی، بار دیگر با رای هیئت‌مدیره کانون کارگردانان به عنوان رئیس کانون انتخاب شد به دستور مقام‌های قضایی در دادسرای امنیت زندان اوین حضور پیدا کرد.